# Церковь Святого Петра (Ла-Пас)
Церковь Святого Петра, церковь Сан-Педро (исп. Iglesia de San Pedro) — католический францисканский храм в Ла-Пасе (Боливия). Здесь расположена единственная в Ла-Пасе колокольня. Постройка храма была завершена в 1790 году, фасад выполнен в стиле позднего барокко и раннего неоклассицизма, структура храма имеет удлинённую форму, а в центральном нефе присутствуют пристройки конца XVIII века. Основания колонн декорированы ракушками и скульптурными львами. На полу высечены имена приходских священников.

## Расположение
Церковь расположена в районе Сан-Педро на Пласа-Сукре, на улице Колумбия, на углу с проспектом 20 октября.

## История
Это второй по возрасту приход в Ла-Пасе. Он был основан испанским монахом Франсиско де ла Крус Алькосером в 1549 году с целью христианизации коренного населения. В 1665 году фасад и башня были украшены орнаментом. Первоначальный храм был завершён в 1720 году, но был уничтожен пожаром в результате осады города в 1781 году Тупаком Катари в ходе индейского восстания 1780—1781 годов. После реконструкции, завершившейся в 1790 году, церковь снова была разрушена во время индейского восстания в 1857 году. Восстановлена во время правления Нарсисо Камперо. Исторически районом влияния церкви Сан-Педро считался район, заселённый коренными жителями, так как река Чокеяпу разделяла город на две части: северная часть была занята семьями испанского происхождения, а южная часть, где расположена церковь, была занята в основном коренным населением.